# Великі Тайці
Великі Тайці (рос. Большие Тайцы) — присілок у Гатчинському районі Ленінградської області Російської Федерації.
Населення становить 1705 осіб. Належить до муніципального утворення Таїцьке міське поселення.

## Географія
Населений пункт розташований на південній околиці міста Санкт-Петербурга.

## Історія
Згідно із законом від 16 грудня 2004 року № 113—оз належить до муніципального утворення Таїцьке міське поселення.

## Населення
| 2007 | 2010  | 2017  |
| ---- | ----- | ----- |
| 1608 | ↗1638 | ↗1705 |